# Municipio de Compromise
El municipio de Compromise (en inglés: Compromise Township) es un municipio ubicado en el condado de Champaign en el estado estadounidense de Illinois. En el año 2010 tenía una población de 1463 habitantes y una densidad poblacional de 11,83 personas por km².

## Geografía
El municipio de Compromise se encuentra ubicado en las coordenadas 40°15′52″N 88°0′23″O / 40.26444, -88.00639. Según la Oficina del Censo de los Estados Unidos, el municipio tiene una superficie total de 123.67 km², de la cual 123,66 km² corresponden a tierra firme y (0,01 %) 0,01 km² es agua.

## Demografía
Según el censo de 2010, había 1463 personas residiendo en el municipio de Compromise. La densidad de población era de 11,83 hab./km². De los 1463 habitantes, el municipio de Compromise estaba compuesto por el 98,22 % blancos, el 0,07 % eran afroamericanos, el 0,14 % eran amerindios, el 0,34 % eran asiáticos, el 0,41 % eran de otras razas y el 0,82 % eran de una mezcla de razas. Del total de la población el 1,09 % eran hispanos o latinos de cualquier raza.